# 日本建設職人社会振興議員連盟
日本建設職人社会振興議員連盟（にほんけんせつしょくにんしゃかいしんこうぎいんれんめい）は、自由民主党及び公明党の国会議員による政策議員連盟。2013年（平成25年）6月に「建設現場における墜落災害撲滅・安全足場設置推進議員連盟」として発足。初代会長は上杉光弘。
2015年（平成27年）2月に現名称に改称された。

## 概要
国民の日常生活及び社会生活において建設業の果たす役割の重要性、建設業における重大な労働災害の発生状況等を鑑み、建設工事従事者の安全と健康の確保を推進を目指す自由民主党及び公明党の国会議員によって結成された。

## 役員
- 最高顧問：（空席）
- 顧問：（空席）
- 会長：（空席）
- 会長代理：（空席）
- 副会長：中曽根弘文、古屋圭司
- 幹事長：（空席）
- 事務局長：（空席）
- 事務局次長：小泉進次郎
- 議員立法化作業特命チーム：牧島かれん、井林辰憲、小林鷹之、輿水恵一、中川康洋

## 元役員一覧
- 上杉光弘（会長・2014年落選）
- 高村正彦（最高顧問・2017年議員引退）
- 漆原良夫（副会長・2017年議員引退）
- 大島理森（顧問・2021年議員引退）
- 井上義久（会長代理・2021年議員引退）
- 二階俊博（会長・2024年議員引退）
- 伊藤渉（議員立法化作業特命チーム・2024年議員引退）
- 衛藤征士郎（顧問・2024年落選）
- 桜田義孝（事務局長・2024年落選）
- 武田良太（事務局次長・2024年落選）
- 渡辺博道（事務局次長・2024年落選）
- 務台俊介（議員立法化作業特命チーム・2024年落選）
- 伊佐進一（議員立法化作業特命チーム・2024年落選）
- 山東昭子（顧問・2025年落選）
- 武見敬三（幹事長・2025年落選）

## 所属議員

### 衆議院議員
- 自由民主党

中村裕之
武部新
伊東良孝
津島淳
冨樫博之
御法川信英
遠藤利明
鈴木憲和
江渡聡徳
額賀福志郎
葉梨康弘
梶山弘志
永岡桂子
笹川博義
小渕優子
新藤義孝
黄川田仁志
小泉龍司
野中厚
田中良生
小林鷹之
松野博一
齋藤健
坂井学
田中和徳
小泉進次郎
星野剛士
赤間二郎
牧島かれん
山際大志郎
中谷真一
堀内詔子
平将明
平沢勝栄
松本洋平
木原誠二
伊藤達也
萩生田光一
斎藤洋明
稲田朋美
野田聖子
棚橋泰文
武藤容治
古屋圭司
上川陽子
井林辰憲
城内実
工藤彰三
根本幸典
田村憲久
大岡敏孝
上野賢一郎
武村展英
関芳弘
藤井比早之
谷公一
大串正樹
山田賢司
高市早苗
田野瀬太道
石破茂
赤澤亮正
逢沢一郎
山下貴司
加藤勝信
岸田文雄
平口洋
寺田稔
小林史明
平井卓也
大野敬太郎
村上誠一郎
中谷元
鬼木誠
宮内秀樹
藤丸敏
岩田和親
古川康
坂本哲志
金子恭之
江藤拓
森山裕
國場幸之助
西銘恒三郎
- 公明党

佐藤英道
中野洋昌
浮島智子
浜地雅一
- 無所属

世耕弘成

### 参議院議員
- 自由民主党

石井浩郎
上月良祐
高橋克法
中曽根弘文
石井準一
猪口邦子
三原順子
堂故茂
野上浩太郎
渡辺猛之
牧野たかお
酒井庸行
藤川政人
小鑓隆史
西田昌司
松川るい
堀井巌
鶴保庸介
舞立昇治
青木一彦
宮沢洋一
江島潔
北村経夫
山本順三
松下新平
今井絵理子
福山守
- 公明党

西田実仁
竹谷とし子
石川博崇
杉久武
谷合正明
平木大作
- 参政党

安藤裕

## 在籍した元議員
- 上杉光弘（2014年落選）
- 高村正彦（2017年議員引退）
- 漆原良夫（2017年議員引退）
- 鴻池祥肇（2018年死去）
- 北川知克（2018年死去）
- 大見正（2019年議員辞職）
- 田畑毅（2019年議員辞職）
- 伊達忠一（2019年議員引退）
- 中泉松司（2019年落選）
- 愛知治郎（2019年落選）
- 大沼瑞穂（2019年落選）
- 島田三郎（2019年死去）
- 吉田博美（2019年議員引退）
- 石井みどり（2019年議員引退）
- 礒崎陽輔（2019年落選）
- 木村義雄（2019年落選）
- 宮川典子（2019年死去）
- 吉川貴盛（2020年議員辞職）
- 遠山清彦（2021年議員辞職）
- 菅原一秀（2021年議員辞職）
- 小此木八郎（2021年議員辞職）
- 竹下亘（2021年死去）
- 石崎徹（2021年議員辞職）
- 大島理森（2021年議員引退）
- 井上義久（2021年議員引退）
- 太田昭宏（2021年議員引退）
- 鴨下一郎（2021年議員引退）
- 秋元司（2021年議員引退）
- 馳浩（2021年議員引退）
- 竹本直一（2021年議員引退）
- 河村建夫（2021年議員引退）
- 池田道孝（2021年議員引退）
- 桝屋敬悟（2021年議員引退）
- 塩崎恭久（2021年議員引退）
- 冨岡勉（2021年議員引退）
- 加藤寛治（2021年議員引退）
- 穴見陽一（2021年議員引退）
- 高橋比奈子（2021年落選）
- 神山佐市（2021年落選）
- 松本純（2021年落選）
- 松本文明（2021年落選）
- 山本拓（2021年落選）
- 木村弥生（2021年落選）
- 左藤章（2021年落選）
- 渡嘉敷奈緒美（2021年落選）
- 原田憲治（2021年落選）
- 佐藤ゆかり（2021年落選）
- 長尾敬（2021年落選）
- 岡下昌平（2021年落選）
- 神谷昇（2021年落選）
- 門博文（2021年落選）
- 濱村進（2021年落選）
- 福井照（2021年落選）
- 三原朝彦（2021年落選）
- 山本幸三（2021年落選）
- 野田毅（2021年落選）
- 金子万寿夫（2021年落選）
- 山田修路（2021年議員辞職）
- 中川雅治（2022年議員引退）
- 二之湯智（2022年議員引退）
- 中西哲（2022年議員引退）
- 宇都隆史（2022年落選）
- 水落敏栄（2022年落選）
- 薗浦健太郎（2022年議員辞職）
- 三木亨（2023年議員辞職）
- 岸信夫（2023年議員辞職）
- 北村誠吾（2023年死去）
- 高野光二郎（2023年議員辞職）
- 細田博之（2023年死去）
- 金田勝年（2024年議員引退）
- 根本匠（2024年議員引退）
- 菅家一郎（2024年議員引退）
- 中村喜四郎（2024年議員引退）
- 山口泰明（2024年議員引退）
- 桜田義孝（2024年議員引退）
- 秋本真利（2024年議員引退）
- 林幹雄（2024年議員引退）
- 古屋範子（2024年議員引退）
- 大西英男（2024年議員引退）
- 小倉將信（2024年議員引退）
- 塩谷立（2024年議員引退）
- 池田佳隆（2024年議員引退）
- 江崎鉄磨（2024年議員引退）
- 伊藤渉（2024年議員引退）
- 大口善徳（2024年議員引退）
- 二階俊博（2024年議員引退）
- 和田義明（2024年落選）
- 稲津久（2024年落選）
- 藤原崇（2024年落選）
- 土井亨（2024年落選）
- 西村明宏（2024年落選）
- 伊藤信太郎（2024年落選）
- 亀岡偉民（2024年落選）
- 牧原秀樹（2024年落選）
- 中根一幸（2024年落選）
- 大塚拓（2024年落選）
- 三ッ林裕巳（2024年落選）
- 石井啓一（2024年落選）
- 門山宏哲（2024年落選）
- 渡辺博道（2024年落選）
- 山本朋広（2024年落選）
- 義家弘介（2024年落選）
- 山田美樹（2024年落選）
- 塚田一郎（2024年落選）
- 細田健一（2024年落選）
- 高鳥修一（2024年落選）
- 務台俊介（2024年落選）
- 神田憲次（2024年落選）
- 鈴木淳司（2024年落選）
- 田中英之（2024年落選）
- 佐藤茂樹（2024年落選）
- 伊佐進一（2024年落選）
- 谷川とむ（2024年落選）
- 小島敏文（2024年落選）
- 井原巧（2024年落選）
- 武田良太（2024年落選）
- 衛藤征士郎（2024年落選）
- 武井俊輔（2024年落選）
- 小里泰弘（2024年落選）
- 大野泰正（2025年議員引退）
- 太田房江（2025年議員引退）
- 石井正弘（2025年議員引退）
- 衛藤晟一（2025年議員引退）
- 柘植芳文（2025年議員引退）
- 若松謙維（2025年議員引退）
- 滝沢求（2025年落選）
- 豊田俊郎（2025年落選）
- 武見敬三（2025年落選）
- 吉川有美（2025年落選）
- 三宅伸吾（2025年落選）
- 佐藤正久（2025年落選）
- 山東昭子（2025年落選）
- 矢倉克夫（2025年落選）